# Super Mario kalandjai
A Super Mario kalandjai (eredeti cím: The Adventures of Super Mario Bros. 3) amerikai televíziós rajzfilmsorozat, amely a Super Mario Bros. 3 videójátékok alapján készült, és 26 epizód készült belőle. Első ízben az amerikai NBC csatorna vetítette a Captain N: The Game Master sorozattal együtt, mivel mindkét sorozat egy-egy része 11 perces, így együtt töltöttek egy 30 perces műsorblokkot. Az elődjével ellentétben (Super Mario Bros.: Super Show) ez nem tartalmaz valós díszletekkel élőszereplős jeleneteket. A sorozatot a DIC Entertainment készítette, és bár sok hiba lelhető fel bennük, mégis nagy népszerűségre tett szert világszerte, mert sok elemet tartalmaz a fent említett videójátékból. Magyarországon a KidsCo vetítette.

## Történet
A sorozat – ahogy a játék is – a Gomba Királyságban játszódik, Mario, Luigi, Toad, és Priness Peach a főszereplők. A legtöbb epizódban Bowser és hét gyermeke megtámadja a királyságot.
Hőseink az epizódok alatt bejárják a játékokból jól ismert világokat, de előfordul, hogy az általuk "valódi világban" is megjelennek, mely az általunk lakott világra utal. Olyan városokban járnak, mint például London, Párizs, Velence, New York, Los Angeles, vagy Washington, de az egyik rész (Seven Continents for Seven Koopas) arról szól, hogy Bowser 7 gyereke 1-1 kontinenst elfoglal.
A sorozat sok elemet tartalmaz a Super Mario Bros. 3 játékból, például az abban fellelhető tárgyak segítségével (például: Szuper Levél, Békamez) mentik meg a Mario fivérek a királyságot Bowser karmai közül, és sok ellenséggel találkozhatunk, melyek a játékban is akadályozták utunkat, és legtöbben ahhoz hűen viselkednek, valamint a játékban található 8 világot is bejárják hőseink.

## Szereplők
Érdekesség, hogy a rajzfilmben Bowser neve soha nem hangzik el, és a hét gyerekének nevei is mások, mint a játékban, de hogy miért, arra soha nem adott magyarázatot a DIC Entertainment.
| Szereplő                            | Szereplő          | Eredeti hang    | Magyar hang                     | Magyar hang                              |
| magyarul                            | angolul           | Eredeti hang    | 1. magyar változat (VICO, 1993) | 2. magyar változat (Budapest Film, 2006) |
| ----------------------------------- | ----------------- | --------------- | ------------------------------- | ---------------------------------------- |
| Mario                               | Mario             | Walker Boone    | Szűcs Sándor                    | Kerekes József                           |
| Luigi                               | Luigi             | Tony Rosato     | Felföldi László                 | Fekete Zoltán                            |
| Peach Hercegnő                      | Princess Peach    | Tracey Moore    | Fazekas Zsuzsa                  | Solecki Janka                            |
| Koopa király / Bowser               | King Koopa        | Harven Atkin    | Ujlaki Dénes                    | Faragó András                            |
| Toad                                | Toad              | John Stocker    | Andai Kati                      | Molnár Ilona                             |
| Koote Pie Koopa                     | Wendy O. Koopa    | Paulina Gillis  | Andai Kati                      | Szabó Gertrúd                            |
| Csalóka Koopa / Cheatsy Koopa       | Larry Koopa       | James Rankin    | Weil Róbert                     | Láng Balázs                              |
| Bika Koopa / Bully Koopa            | Roy Koopa         | Dan Hennessey   | Győri Péter                     | Seder Gábor                              |
| Lepcses Koopa / Big Mouth Koopa Jr. | Morton Koopa Jr.  | Gordon Masten   | Háda János                      | Elek Ferenc                              |
| Kuki Von Koopa / Kooky Von Koopa    | Ludwig Von Koopa  | Michael Stark   | Zalán János                     | Szokol Péter                             |
| Hip Koopa                           | Lemmy Koopa       | Tara Charendoff | –                               | Haffner Anikó                            |
| Hop Koopa                           | Iggy Koopa        | Tara Charendoff | –                               | Haffner Anikó                            |
| Bevezető narráció                   | Opening Narration | Ernie Anderson  | Alföldi Róbert                  | Bozai József                             |

- További magyar hangok (1. magyar változatban): Bartucz Attila, Bursi Katalin, Gyürki István, Halmágyi Sándor, Salinger Gábor, Uri István
- További magyar hangok (2. magyar változatban): Bodrogi Attila, Illyés Mari, Kardos Gábor, Kossuth Gábor, Magyar Bálint, Markovics Tamás, Péter Richárd, Pethes Csaba, Posta Victor, Szokol Péter, Várday Zoltán

## Részek listája
Zárójelben a magyar cím olvasható.
1. Sneaky Lying Cheating Ninja Koopas (Alattomos, sunyi, kétszínű óriásnindzsák)
2. Reptiles in the Rose Garden (Hüllők a rózsakertben)
3. Mind Your Mummy Mommy, Mario (Mario, a múmia mása)
4. The Beauty of Kootie (Csábító csáberő)
5. Princess Toadstool for President (Szavazz rám!)
6. Never Koop a Koopa (Koopa-kelepce)
7. Reign Storm (Viharos uralkodás)
8. Toddler Terrors of Time Travel (Pelenkás időutazók)
9. Dadzilla
10. Tag Team Trouble
11. Oh, Brother! (Ó, testvér!)
12. Misadventure of Mighty Plumber (A vízvezeték-szerelők gyöngye)
13. A Toadally Magical Adventure (Varázspálca rossz kezekben)
14. Misadventure in Baby Sitting (Bébicsősz Kalamajka)
15. Do the Koopa
16. Kootie Pie Rocks
17. Mush-Rumors
18. The Ugly Mermaid
19. Crimes R Us
20. Life's Ruff
21. Up, Up, and a Koopa
22. 7 Continents for 7 Koopas
23. True Colors
24. Recycled Koopa
25. The Veniche Menace
26. Super Koopa

## Magyar megjelenés
A rajzfilmsorozatot soha egy magyar tv-csatorna sem adta le, csupán videókazettán, és később DVD-n jelent meg. Először videókazettán jelent meg 1993-ban a Vico Video gondozásában. Ezen a kiadványon 6 rész volt látható. Mivel a kiadó cég időközben megszűnt, és a videókazettából is kevés példány készült, ezért ma már igazi ritkaságnak számít. DVD-n 2006-ban jelent meg, ekkor már a Budapest Film kiadó jóvoltából. A lemezen 12 rész látható, és újraszinkronizálták a részeket, és az epizódok magyar címet kaptak, a VHS-kiadással ellentétben.

## Érdekességek
- Minden egyes rész elején a cím alatt a játék egy-egy világának térképe látható. Az adott rész jellemzően abban a környezetben játszódik. A Gomba Királyság a játékbéli 1. világ, míg a Sárkánykirály kastélyának környezete pedig a játékban a 8. világ.
- A videókazettán egyedül Kootie Pie-nak van magyar neve: Csufilány. Mivel azon olyan részek vannak, ahol Hip és Hop Koopának nincs érdemi szerepe, ezért nekik nincs régi magyar hangjuk.
- A vége-főcímben az Alattomos, Sunyi, Kétszínű Sárkánynindzsák részből vannak jelenetek. Amikor Mario feltöri az óriás téglát, a rajzfilmben eltűnik, de a vége-főcímben ottmarad.
- Bár a köztudatban úgy terjedt el, hogy Mario olasz származású, de a rajzfilm szerint Brooklyn-ból jöttek, és Amerikát tekintik hazájuknak.

## Fordítás
- Ez a szócikk részben vagy egészben  a   The Adventures of Super Mario Bros. 3 című angol Wikipédia-szócikk ezen változatának fordításán alapul.  Az eredeti cikk szerkesztőit annak laptörténete sorolja fel. Ez a jelzés csupán a megfogalmazás eredetét és a szerzői jogokat jelzi, nem szolgál a cikkben szereplő információk forrásmegjelöléseként.